# Ballinabranna
Ballinabranna ou Ballinabrannagh (en irlandais Baile na mBreatnach) est un village en Irlande, situé dans le comté de Carlow.